# Колосов, Гурий Васильевич
Гу́рий Васи́льевич Ко́лосов (12 [24] августа 1867, с. Устье, Новгородская губерния — 7 ноября 1936, Ленинград) — русский и советский математик, механик, член-корреспондент АН СССР (1931). Член Санкт-Петербургского математического общества.

## Биография
Родился в семье земского врача.
Окончил гимназию Я. Г. Гуревича в Петербурге в 1885 году; Петербургский университет в 1889 году. Кандидатская работа «О кручении призм» выполнена под руководством Д. К. Бобылёва. Оставлен для приготовления к профессорскому званию. С 1894 по 1903 год — хранитель механического кабинета.
В 1903—1913 гг. преподавал в Юрьевском университете, приват-доцент, с 1910 г. — профессор. С 1913 г. — приват-доцент, с 1915 — профессор Петроградского университета; одновременно преподавал в Институте инженеров путей сообщения (1894—1903), Институте гражданских инженеров (1900—1903), с 1913 г. в Петербургском электротехническом институте. В 1930—1931 годах в Институте связи. Заведующий кафедрой механики ЛГУ (1930). В 1930 году прошёл «чистку» и оставлен в прежней должности. Выезжал за границу на непродолжительное время 1-2 месяца для участия в международных научных конференциях и поправки здоровья в 1904, 1908, 1924, 1927, 1929 годах.
Свободно владел английским, немецким, французским языками, читал на итальянском.
Похоронен на Смоленском православном кладбище.

## Научная деятельность
К основным научным результатам Колосова относят метод решения плоской задачи теории упругости с применением аналитических функций комплексного переменного. Он является автором трудов по теории машин и механизмов, металлорежущим станкам. Учеником Колосова считают Н. И. Мусхелишвили. В теории упругости известны аналитические функции (потенциалы) Колосова — Мусхелишвили.
Монография «Применение комплексной переменной к теории упругости» , 1935.

## Воспоминания современников
Еще одна из достопримечательностей Университета — это был профессор Колосов, Гурий Васильевич. Человек высокого роста, толстый, но какой-то неоформленный; лицо, похожее на розовую картофелину, задумавшуюся: куда ей прорастать? Весь он был испещрен какими-то пятнами, похожими на начинающиеся прыщи. Глаза у него маленькие, снулые, все время мигают и закатываются. Говорят, что, несмотря на все это, Гурий Васильевич имеет большой успех у барышень (тогда говорили «барышня», а не «девушка»). Говоря, он обильно брызгает слюной во все стороны, почему студенты предпочитают слушать его, рассевшись на задних скамейках. Говорят, он первоклассный ученый, но манера себя вести у него загадочная. Начинает он каждую свою лекцию с плевков в разные стороны, после чего говорит: «Господа…» Кстати, тогда обращения «господа» и «товарищи» часто путались местами. Один профессор начинал каждую свою лекцию так: «Господа… То есть, простите, товарищи!»
Гурий Васильевич рассеян по-профессорски. Говорят, что он, входя в трамвай, оставляет калоши где-то у входа, а то и вообще выходит из трамвая на той же остановке, что и вошел, и долго потом стоит, озирается…
Вид у него, действительно, легендарный. Мы все тогда ходили в Университет, кто в чем попало, но старались соблюдать известную опрятность. Гурий Васильевич этим себя не утруждал. Зимой и летом Г. В. носил одно и то же пальто — черное с прозеленью.
Спереди оно проношено до ваты, и изрядный ее клок торчит вперед, словно оповещая о его шествии. На голове — черная шляпа, рваные поля которой фантастически свисают вбок и вперед. Больше всего эта шляпа напоминает много раз употребленный черпак для мусора.

На груди грязный, многократно перекрученный красный галстук. Идет он по коридору, как будто все время огибает стоящее у него на пути незримое препятствие. Полой пальто он бессознательно вытирает выступающие края книжных шкафов. Говорит, картавя, все время плюясь в разные стороны (не знаешь, как и спрятаться от потоков слюны), но красивыми литературными фразами; впрочем, не запоминает ничего из того, что уже сказал. Я, например, была у него на лекциях три раза; первые две были посвящены началам механики (основные понятия скорости и ускорения), а также анекдоту о том, как мост провалился под действием шедшего по нему в ногу отряда солдат. Все три лекции не отличались друг от друга, только плевки разлетались на второй дальше, чем на первой. Я, разумеется, на его лекции ходить перестала. Говорят, он первоклассный ученый; не имела случая в этом убедиться. Явившись в аудиторию, он начинает, словно бы в забытьи, закрыв глазки и покачиваясь. Сколько народу его слушает — ему все равно. Рассказывают, что однажды он прочел лекцию вообще пустующей аудитории. К Гурию Васильевичу относятся на факультете как-то по-странному бережно. Пусть хоть один, да такой.— Грекова И. Ленинградский университет в 1920-х годах

По тригонометрии моим экзаменатором был Г. В. Колосов. Как мне потом пришлось узнать, это был человек с большими странностями. Конечно, такого рода людей не следует приглашать для ведения конкурсных экзаменов. Уже один его вид в длинном сюртуке, с угловатыми манерами, с какой-то мало внятной отрывистой манерой говорить, произвел на меня неприятное впечатление. На его вопросы я как будто правильно ответил, но он сбавил балл, поставив 43/4 вместо 5. Я так и не узнал, чем он был недоволен.— Тимошенко С. П. Воспоминания